# Le Flore
Le Flore és un poble dels Estats Units a l'estat d'Oklahoma. Segons el cens del 2000 tenia 168 habitants.

## Demografia
Segons el cens del 2000, Le Flore tenia 168 habitants, 65 habitatges, i 47 famílies. La densitat de població era de 46,7 habitants per km².
Dels 65 habitatges en un 36,9% hi vivien nens de menys de 18 anys, en un 56,9% hi vivien parelles casades, en un 10,8% dones solteres, i en un 26,2% no eren unitats familiars. En el 23,1% dels habitatges hi vivien persones soles el 9,2% de les quals corresponia a persones de 65 anys o més que vivien soles. El nombre mitjà de persones vivint en cada habitatge era de 2,58 i el nombre mitjà de persones que vivien en cada família era de 3,04.
Per edats la població es repartia de la següent manera: un 26,2% tenia menys de 18 anys, un 10,7% entre 18 i 24, un 23,2% entre 25 i 44, un 25% de 45 a 60 i un 14,9% 65 anys o més.
L'edat mediana era de 36 anys. Per cada 100 dones de 18 o més anys hi havia 110,2 homes.
La renda mediana per habitatge era de 25.833 $ i la renda mediana per família de 25.833 $. Els homes tenien una renda mediana de 22.083 $ mentre que les dones 23.125 $. La renda per capita de la població era de 14.680 $. Entorn del 18,8% de les famílies i el 29,7% de la població estaven per davall del llindar de pobresa.

## Poblacions més properes
El següent diagrama mostra les poblacions més properes.